# 風鈴みすず
風鈴 みすず(ふうりん みすず、4月11日 - ）は、日本の女性声優。主にアダルトゲームに声を当てている。
2018年1月より2022年12月末までアトリエピーチに所属していた。

## 経歴
中学時代、友人に勧められた「ガンダム」シリーズのアニメを気に入り、その特集が組まれていたアニメ雑誌を購入した際、声優関連の記事を読んだことがきっかけで、声優という職業を意識する。またその友人の声が特徴的な声をしており、声優になってはどうかと勧めたところ、進め返されたことがきっかけで声優になりたいと思い始める。
なお、この時点では演技の勉強をまったくしておらず、バレーボール部と茶道部を兼部していた。一方、美術教師から美術部にいると思われるほど絵を描くことが好きだったため、その教師の勧めもあって美術系の高校に進学した。高校進学後は放送部へ入ろうと思ったものの緊張して入れず、まずは漫画研究会に入部して趣味の合う仲間づくりや声優になるための情報収集を行ったのち、2年生の時に放送部に入部した。3年生の時に県大会を通過しNHK全国高校生放送コンテストに出場した。在学中は、高校卒業後に直ぐに上京して声優養成所へ行こうと思い、資金調達のためにアルバイトをした。高校を卒業した後、直ぐに上京しようと考えていたが、東京での正社員の求人が皆無だった為、その年は上京できず、巫女の仕事をしていた。
翌年に上京して正社員(朝6時〜22時迄)として働きながら2年制の養成所に入所したものの、声優としてのデビューには至らなかった。一方、両親から仕送りをしないと明言されていたため、養成所に通う傍ら、複数の資格を取得しており、最後のころは病院で介護と医療事務の仕事を兼務していた。
声優の道をあきらめる前に、もう一度オーディションを受けようと思い、インターネットで見つけた声優事務所のオーディションに参加したところ受かり、預かり所属となった。(声優事務所アトリエピーチは2番目に所属した事務所である)
『はらかつ!〜気になるあの子と子作りエッチ〜』(2016年)で演じたモブキャラクター役が最初の仕事となった。その後オーディションにて、『ふう☆がくっ ～必修科目は性実技!Hな授業でワンツーステップ～』にて初めてのメインヒロインを演じた。
好きなことは、美味しいもの、旅、歴史、野球である。

## 人物
動物好きでハリネズミを飼っていた。
座右の銘は『小心者の背負い投げ』
非常に丁寧かつ、物腰が柔らかい印象で、周囲の声優から褒められてもなかなか返すことが出来ず、申し訳ないと語っていた。
永井真衣のYouTubeにて、自身で聴いた声が骨伝導によって低くなることから『おじさんみたいな声だと思っていた』と語っている。

可愛い女の子が出てくるいわゆる男性向けの漫画やアニメを好んでいたことから美少女ゲーム声優になることに抵抗はなく、幸せだと語っており、ヲタク趣味に関してはジャンルを問わず幅広く好きなので、友人のヲタ話を聞いている時、笑顔になってしまうとのこと。
趣味は、イラストと散歩。最近では、女子プロレス鑑賞にハマっており、本人曰く『勇気をもらえる最高のストーリーがギュッと詰まっている』とのこと。
食べることがこの世で1番好きだと語る。

## 出演作品

### PCゲーム
太字表記はメインキャラクター
2016年
- はらかつ!〜気になるあの子と子作りエッチ〜 [2]
- 枯れない世界と終わる花 [3]
- ふう☆がくっ ～必修科目は性実技!Hな授業でワンツーステップ～（結城 芽生）[4]
- 残念な姉との幸福論-ラブコメディ- [5]

2017年
- 乳首ビンビン物語！～町のお菓子屋さん、味のヒミツは濃厚生ミルク～（白砂 木乃美）[6]
- 身代り淫行生活～親友を守るため、外道教師のいいなりになる優等生“映舞”～（メイド）[7]
- リアルエロゲシチュエーション！(女生徒B）[8]
- アイドル☆クリニック～恋の薬でHな処方～（千代田 柚花）[9]
- ぱふぱふ銭湯物語！～町のお風呂屋さん、繁盛の秘訣はHなマッサージ～（仲間 茅音）[10]
- Chrono Box-クロノボックス-（姫市 天美）[11]

2018年
- アイラブ　恋する乙女はキカイ仕掛け（麗奈、ベル）[12]
- 痴漢狂 ～ガチ使えるアプリでムチムチ巨乳尻を揉んで触って！アクメ顔でイカせたい！！～ [13]
- 無様に！下品に！都合よく！巨根崇拝！孕ませオナホ学園♪（北小路 和奏）[14]
- もっと！孕ませ！炎のおっぱい異世界エロ魔法学園！（アサミ、ジルダ、ロレーヌ）[15][16]
- その大樹は魔界を喰らう！ (ピュアハート、ザックリス）[17]
- はるとゆき、（美桜）[18]
- 痴漢狂3～鬼エロアプリでデキる女の極上ワガママボディを犯って！ヤられて！！スケベ汁噴かせて啼かせたい！！！～（大黒 明梨）[19]
- Hではじまるシェアハウス（彩の友達）[20]
- はらかつ！3 ～子作りビジネス廃業の危機！？～（有栖 るり）[21]
- きゃんきゃんバニープルミエール3（須崎 花子女）[22]
- 異常性愛-妄想ビッチと真正ビッチ-（長谷川 明杏）[23]
- 神楽黎明記～舞歌の章～（遠野 舞歌）[24]
- 背徳と欲望の間で ～罪悪に濡れるオンナ～（神谷 愛美）[25]
- 非モテな俺がゆるふわオッパイ先輩と孕まセックスしまくる学園性活（ほのか先輩）[26]
- 黒獣２ ～ 淫欲に染まる背徳の都、再び ～（エイミー） [27]

2019年
- 彼女(ヒロイン)は友達ですか？　恋人ですか？　それともトメフレですか？ [28]
- 助けたけもみみ娘たちとイチャイチャ懐かれックスしまくる異世界ファミレス繁盛記（プリミナ）[29]
- イイナリ妻色2～人妻に横恋慕～（志渡 麗音）[30]
- 魔法戦士エメロードナイツ [31]
- マッチング結婚～アプリで見つける最高の花嫁～（堺 のどか）[32]
- モウソウスピーカー～Ｈな妄想が聴こえてくるよ～（叶 霞純）[33]
- スタディ§ステディ [34]
- もっと！孕ませ！炎のおっぱい超エロアプリ学園！（下城 絵美里）[35]
- 詩織ちゃんを捕まえたので快楽堕ちするまで調教します（西條 詩織）[36]

2020年
- 神楽黎明記～舞歌の章～弐（遠野 舞歌）[37]
- 神様のしっぽ～干支神さまたちの恩返し～（みそら） [38]
- トリニティ×カラミティ～淫らな躾と終わる世界～（アウラ） [39]
- シスターレッスン（モモ子） [40]
- Re CATION　～Melty Healing～（城崎 亜子） [41]
- 鍵を隠したカゴのトリ（青葉梟 みおん） [42]
- シス△キャン（天野 寧根）[43]
- 闇染Liberator－闇堕ち勇者と堕ちる戦姫－（桜宮 ひより） [44]
- 異世界孕ませハーレムパーティー ～最弱の解析スキルが異常発達してエッチな弱点を丸裸に！最強の爆乳冒険者たちを肉便器化！～（ノエル）[45]

2021年
- とっても明るい!お嬢様の満喫☆夢のどすけべ生活（聖堂 スコア） [46]
- もっと!孕ませ!炎のおっぱい異世界超エロサキュバス学園!（エルゼ・イヴ・デイアンタ） [47]
- ぱられるAKIBA学園（公女ガーベラ） [48]
- 放課後⇒エデュケーション！～先生とはじめる魅惑のレッスン～（御手洗 志穂）[49]
- エルフのお嫁さん～ハーレム婚推奨～（クリスティア＝クルイバラーディオ）[50]
- 彼女は友達ですか? 恋人ですか? それともトメフレですか? Second（龍ヶ崎 雛乃）[51]
- 孕ませオナホ魔王軍～巨根とシーフの力で最凶のメスを雑魚マンにハメ堕して築く成り上がりハーレム～（ルシエラ）[52]
- 魔法少女リオナ☆フィオナ ～最弱の姉と最強の妹～（リオナ・アイビス）[53]
- Hではじけた悪戯ウィザード 〜魔法の力でいたずらし放題!〜（御神 みみ）[54]

2022年
- 神楽黎明記 ～舞歌の章～ 参（遠野 舞歌）[55]
- 燦然可憐エクセルシフォン（如月 深冬/エクセルショコラ）[56]
- 勇者を引退してよろず屋をオープンしたけど、なぜかアダルトグッズに人気が集中している件。（ロザリンド）[57]
- 乙女とふれあう、ひとつ屋根の下（門倉 伊久乃）[58]
- オトカノ　～おとうとの彼女が文系で強め！？～（一ノ瀬 まつり）[59]
- ハーレムビッチハウス！（望月 奏）[60]
- アイドルのナマ配信（中澤 茜）[61]
- スタディ§ステディ2（三島 星彩）[62]
- 廃村少女〜妖し惑ひの籠の郷〜（加賀美 朱理）[63]
- もっと!孕ませ!炎のおっぱい異世界おっぱいメイド学園!（エイベル・ハウリシア）[64]

2023年
- 催眠奪女4 ～全てが僕の自由になる世界へようこそ～ 天王寺歌恋編（天王寺 歌恋）[65]
- 高嶺の花と魔法の壺（可鷺 アオイ）[66]
- となりのLOVE JUICE（水島 朱莉）[67]
- 乙女の剣と秘めごとコンチェルト（天海 依夜）[68]
- 姫の楽園（カナリア）

2024年
- 夜勤病棟リメイク（茜）
- イチャ×2スタディ由乃～Dear Future～（三島星彩）
- 廃村少女 アペンドパッチ ～絡艶異聞～（加賀美 朱理）
- 夏への方舟I（絹佐 紫織[1]）
- 夏への方舟II（絹佐 紫織[1]）
- Pure×Holic ～純潔乙女と婚姻カンケイ!?～（アルル[69]）
- 彼女は友達ですか? 恋人ですか? それともトメフレですか? W（龍ヶ崎 雛乃[70]）
- LingerieS / ランジェリーズ（久世 京香、宮前莉子）

2025年
- 夏への方舟III（絹佐 紫織[1]）
- 廃村少女 外伝 ～嬌絡夢現～（加賀美 朱理）
- リボーン・アイランド (シエンナ・クラーク)
- True Colors -memories of the abyss- (夏暁 ほたる)

### ソーシャルゲーム
DMM GAMES
- 天頂-TEPPEN-（神宮寺 優良）
- LAST DRAGOON～禁断のXXX～(妖精フェアリス、パティシエフューネット、魔法少女ミルミル、純白の花嫁ウェンディドール)
- 淫魔降臨デビル☆カーニバル（後藤さん、セナ、イヴ、海王星の女王、陸）
- エンジェルロック（見守 なお、星海 杏珠）
- アイオライトリンク（フロー、カーラ）
- Deep One 虚無と夢幻のフラグメント（マルタ・タラスク）
- ミナシゴノシゴト（くま）
- シュガーコンフリクト（メドヴィク）

にじよめ
- 空戦乙女（F-104 スターファイター セーラ、グロスターミーティア ティナ)
- 神楽大戦（遠野 舞歌)

株式会社FMクリエイト
- ときめき☆ラブフレンズ（立花沙歌)

### アプリゲーム
- 風のサンサーラ ー天罰の翼ー（灯火）[71]
- 大清立志伝〜Legend of Qing Dynasty〜

### 音声作品
Whisp
- JK双子リフレ! ～癒しのおさんぽ&ちょっぴりエッチなマッサージ?～（水菜 シロ）

でぼの巣SOUND
- 新妻「遠野舞歌」の絶対子作り～熱くて濃いのをいっぱい出して!～（遠野 舞歌）

### グッズ
- まくらぶオリジナル まやち先生描き下し【花森 小春】抱き枕カバー（花森 小春）[72]

## ナレーション
- スキとスキとでサンカク恋愛 トレーラームービー[73]

## 歌唱
- I Can Change，You Can Change（アイドル☆クリニック～恋の薬でHな処方～ 挿入歌）
  - 作詞・作曲・編曲：Team-OZ
- Go！ Happy Days（リアルエロゲシチュエーション！ 環奈ルートED)
  - 作詞・作曲・編曲：Team-OZ
- サプリメンタリーレッスン 〜放課後☆補習授業〜（『放課後⇒エデュケーション! ～先生とはじめる魅惑のレッスン～』 主題歌）

## ラジオ・配信
- 電脳妄想開発室 第358回、第557回 ゲスト
- 美少女ゲームで微笑するらじお 第2回、3回 ゲスト
- キャララBSステーション 2017年3月 ゲスト
- HEART HOT STATION 第18回 ゲスト
- LisPonボイスクリニック 2018年12月25日配信、2019年2月19日配信 ゲスト
- おやラジ 第99回、第113回 ゲスト
- 雪村とあのお部屋 2019年8月17日配信 ゲスト
- こすずの小部屋♪ 第43回 ゲスト
- ことりすばこ忘年会2019 第2弾 ゲスト
- シルキーズプラス ドタバタ 生放送＃86 ゲスト
- SHOWROOM 風鈴みすずの笑う門には福来る！
- ことすず。のちゅんりんらじお パーソナリティ

## イベント出演
- 美少女ゲームフェア キャララ!!
  - 2017年1月(乳首ビンビン物語！、アイドル☆クリニック トーク)
  - 2017年2月(アイドル☆クリニック トーク、挿入歌歌唱)
  - 2017年3月(ぱふぱふ銭湯物語！ トーク)
  - 2017年4月(ぱふぱふ銭湯物語！ トーク)
  - 2019年5月(イイナリ妻色２ トーク)
  - 2019年8月(マッチング結婚 トーク)
- 朗読小桃企画『第一回朗読会』
- ライブイベント『夏のアッキーフェス！』